# وزرمارش
وزرمارش (به آلمانی: Landkreis Wesermarsch) یک منطقهٔ روستایی در آلمان است که در نیدرزاکسن واقع شده‌است.

## خصوصیات
وزرمارش  ۹۴٬۱۲۵ نفر جمعیت دارد.

## شهرک‌ها و شهرداری‌ها

شهرک‌ها and municipalities in Landkreis Wesermarsch

| Cities                          | شهرداری‌ها                                                             |
| ------------------------------- | --------------------------------------------------------------------- |
| 1. براکه 2. الزفلس 3. نوردنهایم | 1. برن، آلمان 2. Butjadingen 3. لموردر 4. یاد 5. اوفلگونه 6. شتادلاند |